# Большой Куйвивеем
Большо́й Куйвивее́м (также Большой Куйбивеем, Куйбивеем, Куйвивеем) — река в России, протекающая по Анадырскому району Чукотского автономного округа, впадает в Майн (приток Анадыря). Длина реки — 173 км (от истока Кирпаваама — 185 км), площадь водосборного бассейна — 3820 км².
Река берёт начало на Корякском нагорье, на границе с Олюторским районом Камчатского края, на высоте более 948 м над уровнем моря. Река преимущественно течёт на север в узкой горной долине вдоль Ваегинского хребта, тянущегося на западе. Для верхнего течения характерны наледи. В нижнем течении долина реки расширяется, встречаются многочисленные перекаты, шиверы и осерёдки. Русло участками заболочено. Поселения на берегах отсутствуют. Впадает в Майн справа, в 332 км от его устья, выше впадения Ваеги, на высоте 150 м над уровнем моря. Ширина в низовьях — 60 м при глубине 1,5 м; скорость течения перед устьем составляет 1,8 м/с. 

## Основные притоки
Указаны поименованные притоки длиной 30 км и более.
| Название          | Расстояние от устья | Длина | Положение |
| ----------------- | ------------------- | ----- | --------- |
| Песчаная          | 8                   | 38    | правый    |
| Автоваам          | 39                  | 56    | правый    |
| Малый Куйвивеем   | 48                  | 66    | левый     |
| Кейкуйвывеем      | 76                  | 46    | левый     |
| Илокштгипилгываам | 93                  | 32    | правый    |
| Кирпаваам         | 113                 | 72    | правый    |

## Данные водного реестра
По данным государственного водного реестра России и геоинформационной системы водохозяйственного районирования территории РФ, подготовленной Федеральным агентством водных ресурсов:
- Бассейновый округ — Анадыро-Колымский
- Речной бассейн — Анадырь
- Речной подбассейн — нет
- Водохозяйственный участок — Анадырь от впадения реки Майн до устья
- Код водного объекта — 19050000212119000111156